# Muangthong United Football Club
Muangthong United Football Club é um clube de futebol com sede em Muang Thong Thani, na Tailândia. A equipe compete no Campeonato Tailandês de Futebol.

## História
O clube foi fundado em 1989.

## Elenco Atual

### First team squad
Nota: Bandeiras indicam equipe nacional, conforme definido pelas regras de elegibilidade da FIFA. Os jogadores podem ter mais de uma nacionalidade não-FIFA.
| N.º |           | Posição | Jogador              |
| --- | --------- | ------- | -------------------- |
| 1   | Áustria   | G       | Armin Gremsl         |
| 3   | Tailândia | D       | Chatchai Saengdao    |
| 4   | Bulgária  | D       | Stefan Tsonkov       |
| 5   | Nigéria   | D       | Nelson Orji          |
| 6   | Filipinas | D       | John-Patrick Strauß  |
| 7   | Brasil    | A       | Willian Popp         |
| 8   | Tailândia | A       | Korawich Tasa        |
| 9   | Uganda    | A       | Melvyn Lorenzen      |
| 11  | Suécia    | A       | Emil Roback          |
| 14  | Tailândia | M       | Sorawit Panthong     |
| 15  | Tailândia | D       | Jaturapat Sattham    |
| 18  | Gana      | M       | Richmond Darko       |
| 19  | Tailândia | D       | Tristan Do (Capitão) |

| N.º |           | Posição | Jogador              |
| --- | --------- | ------- | -------------------- |
| 20  | Tailândia | A       | Sarayut Yoosuebchur  |
| 21  | Tailândia | M       | Purachet Thodsanit   |
| 23  | Tailândia | M       | Siradanai Phosri     |
| 24  | Marrocos  | M       | Anass Ahannach       |
| 27  | Filipinas | D       | Michael Kempter      |
| 29  | Tailândia | D       | Songwut Kraikruan    |
| 31  | Tailândia | G       | Kanapod Kadee        |
| 33  | Tailândia | G       | Korrakot Pipatnadda  |
| 34  | Tailândia | M       | Kakana Khamyok       |
| 36  | Tailândia | M       | Piyanut Thodsanit    |
| 37  | Brasil    | A       | João Zampier         |
| 38  | Tailândia | G       | Komsan Saipiphan     |
| 40  | Tailândia | M       | Kasidech Wettayawong |
|     | Brasil    | M       | Diego Reis           |

## Títulos
- Campeonato Tailandês: 2009, 2010, 2012, 2016